# 傳達到心中的詩
《傳達到心中的詩》（日语：心に届く詩）是日本女歌手Lia（Veil）的第13張單曲。2010年12月15日由Pony Canyon發行。

## 解說
《傳達到心中的詩》是女性歌手Lia以Veil的共同名義發行的單曲。
同名標題曲和B面歌曲「WHITE and SHADOW ～夢幻的輪舞～」曾被PSP掌上電子遊戲《光明之心》分別選用為主題歌和形象歌曲使用。
單曲封面則是使用遊戲登場人物李克、輝夜及蜜絲托拉當封面人物。

## 收錄歌曲
1. 傳達到心中的詩（心に届く詩） [4:45]
作詞：Bee'，作曲：上松範康，編曲：藤田淳平
2. WHITE and SHADOW ～夢幻的輪舞～（WHITE and SHADOW ～～） [5:28]
作詞：澤田剛，作曲、編曲：菊田裕樹
3. 傳達到心中的詩（Instrumental）
4. WHITE and SHADOW ～夢幻的輪舞～（Instrumental）

## 商業主打
| 曲名                            | 商業主打                    |
| ------------------------------- | --------------------------- |
| 傳達到心中的詩                  | PSP遊戲《光明之心》主題歌   |
| WHITE and SHADOW ～夢幻的輪舞～ | PSP遊戲《光明之心》形象歌曲 |

## 外部連結
- Pony Canyon官方網站的歌曲介紹頁面 （日語）